# Naittusaari
Naittusaari, nordsamiska: Náittuusuálui, skoltsamiska: Näittsuâl, är en ö i Finland. Den ligger i sjön Enare träsk (Suolisjärvi) och i kommunen Enare i den ekonomiska regionen Norra Lappland och landskapet Lappland, i den norra delen av landet, 1 000 km norr om huvudstaden Helsingfors. Öns area är 7 hektar och dess största längd är 0,6 kilometer i nord-sydlig riktning.